# Índice Elcano de Presença Global
O Índice Elcano de Presença Global é um índice sintético, elaborado pelo Real Instituto Elcano, que ordena, quantifica e agrega a projeção exterior e o posicionamiento internacional dos países. A sua finalidade é mostrar a situação atual e a evolução histórica da presença exterior de países e regiões, tanto no ámbito global quanto no europeu. 
O Índice inclui-se nos esforços realizados desde o mundo acadêmico, alguns organismos internacionais e diversos think tanks para conceptualizar a globalização  e a capacidade que têm os diferentes países de moldar esse processo a partir do seu posicionamento internacional em distintos âmbitos. 
No plano teórico, esse debate prestou atenção aos novos equilíbrios mundiais após a Guerra Fria, à aparição de potências emergentes em una economia cada vez mais interdependente, e a conceitos mais complexos de poder nas relações internacionais tais como o poder brando ou soft power. Também existiram já algumas tentativas de operacionalizar algumas dimensões vinculadas com estes fenómenos -por exemplo, a abertura e a competitividade económicas, o compromisso com o desenvolvimento ou a reputação e a imagem -, que servem para a comparação internacional. O Índice Elcano de Presença Global procura complementar estas análises com uma medição geral e agregada do posicionamento internacional dos países no mundo globalizado, sendo a primeira proposta abrangente, integral e multidisciplinar em oferecer uma métrica das relações internacionais desde o ponto de vista dos seus resultados, e isolando o esforço dos Estados

## Metodologia e estrutura
Elaborado anualmente desde 2010, conta com uma série que se inicia em 1990. O índice calcula-se sobre a base de 66.348 dados para 130 países.
Divide-se em três dimensões: económica, militar e branda, cada uma com os seguintes indicadores:
- A presença económica mede-se através das exportações de energía, bens primários, manufacturas e serviços, assim como os investimentos diretos no exterior.
- A presença militar mede-se com as tropas mobilizdas no estrangeiro e com o equipamento militar.
- A presença branda mede-se através das migrações; do turismo; do rendimento desportivo em competições internacionais; a projeção cultural; a informativa; as patentes internacionais e os ingressos recebidos pela utilização da propriedade intelectual; os artigos publicados em revistas científicas; o número de estudantes estrangeiros; e o investimento em ajuda ao desenvolvimento.

Além disso, calcula-se também a presença global do conjunto da União Europeia como um único ator político, desde 2012. Esta medição complementa-se com aquela do Índice Elcano de Presença Europeia, que captura a internacionalização dos Estados Membros no âmbito da União. Da mesma forma, para alguns países e agrupações, realiza-se o cálculo desagregado da presença por origem geográfica (comunidades autônomas na Espanha, Estados-Membros na UE) e por destino (distribuição geográfica da presença global da Espanha e da UE). 
Tanto o Índice Elcano de Presença Global como o Índice Elcano de Presença Europeia permitem comparações internacionais e temporais, sendo uma ferramenta útil para: 
- Analisar as tendências globais na presença internacional (evolução da multipolaridade e a bipolaridade, globalização, ascensão ou declive de determinadas potências e regiões, ou maior ou menor protagonismo das relações brandas perante as duras).
- Examinar a política externa dos países para os quais se calcula (avaliação dos esforços em função dos resultados obtidos, análise sectorial da presença, relação entre presença e influência, ou distância entre presença objetiva e percepção subjetiva).